# Jay Ward Productions
Jay Ward Productions, o simplemente Ward Productions, es un estudio de animación estadounidense con su sede en el condado de Los Ángeles, California. Fue fundada en 1948 por el animador estadounidense Jay Ward, fue más notable por la franquicia de The Rocky and Bullwinkle Show en ABC y por crear de la primera serie animada específicamente para la televisión en las cadenas de NBC: Crusader Rabbit.
La filmografía y derechos de Jay Ward Productions son administrados por Bullwinkle Studios, una empresa conjunta entre Jay Ward Productions y Comcast. Las producciones animadas de Total Television Productions estuvieron fuertemente vinculadas con las de Jay Ward.

## Historia
La compañía tenía su sede en Sunset Strip, West Hollywood, California, frente al Sunset Boulevard del Chateau Marmont.

### Jay Ward Productions en la actualidad
Para 2002, Jay Ward Productions se había formado. Bullwinkle Studios LLC, una empresa conjunta con Classic Media (en aquel entonces filial de Entertainment Rights), se encargó de la gestión de los personajes de Jay Ward. La primera producción de Bullwinkle Studios fue "George of the Jungle (serie de televisión de 2007)|George of the Jungle]]" con Studio B Productions, una filial de DHX Media. La serie se emitió en Teletoon y posteriormente se incorporó a Cartoon Network. La hija de Jay Ward, Tiffany Ward, es la presidenta de Ward Productions y Bullwinkle Studios. Classic Media fue adquirida en 2012 por DreamWorks Animation, que posteriormente fue adquirida por NBCUniversal, propiedad de Comcast, en 2016.
El 3 de febrero de 2022, Jay Ward Productions firmó un acuerdo con WildBrain para producir nuevo contenido basado en su portafolio. El acuerdo también incluye los derechos de distribución de la totalidad de Jay Biblioteca de Ward Productions. Sin embargo, DreamWorks conserva los derechos de distribución de sus coproducciones.